# Obaga de Torroella

L'Obaga de Torroella, respecte del terme de Castellcir

L'Obaga de Torroella, és una obaga del terme municipal de Castellcir, a la comarca del Moianès.
Es troba al sud del terme, a prop del límit amb Sant Quirze Safaja. Està situada al nord-est del Mas Torroella, en el vessant nord-oriental del Turó de Torroella. És a la dreta del torrent de Cerverisses, al nord-oest del mas de Puigdomènec, fins a prop del qual arriba l'obaga, i al sud-oest de la masia del Vilardell.